# Heide Keller
Heide Keller (Düsseldorf, 15 de octubre de 1939-Bonn, 27 de agosto de 2021) fue una actriz y guionista alemana, conocida por interpretar el rol de la anfitriona Beatrice von Ledebur en la serie Das Traumschiff.

## Biografía
Heide Keller se crio en Düren. Luego de obtener su formación actoral en Düsseldorf, recibió su primera oferta en 1962 en un teatro de Cléveris, donde interpretó a Julieta en Romeo y Julieta de William Shakespeare.
Realizó su debut televisivo en la comedia Der Meisterboxer (1968), representando al personaje de ficción Coletta Corolani. Luego de algunos papeles menores, participó en la serie de televisión de 1981 Das Traumschiff, en la cual interpretó a la anfitriona principal Beatrice von Ledebur. Escribió también varios guiones bajo el seudónimo de Jacques Dueppen. A finales de enero de 2017, anunció que dejaría la serie de televisión. Su última aparición en la serie fue en 2018.
Heide Keller estuvo casada con el actor Thomas Härtner y luego con el actor Hans von Borsody.

### Fallecimiento
Heide Keller murió en Bonn, localidad donde residía, el 27 de agosto de 2021. Tenía 81 años.

## Filmografía

### Como actriz
- Verhör am Nachmittag, película de TV (1965)
- Zehn Prozent, película de TV (1966)
- Der Meisterboxer, película de TV (1968)
- Bitte recht freundlich, es wird geschossen, serie de TV (1969)
- Express, serie de TV (1971)
- Frühbesprechung, serie de TV (1973)
- Tatort, serie de TV (1977)
- Drei sind einer zuviel, serie de TV (1977)
- Klimbim, serie de TV (1978)
- Ausgerissen! Was nun?, serie de TV (1978)
- Wie würden Sie entscheiden?, serie de TV (1979)
- Sextett, serie de TV (1981)
- Manni, der Libero, serie de TV (1982)
- Kontakt bitte..., serie de TV (1983)
- Derrick, serie de TV (1983)
- Berliner Weiße mit Schuß, serie de TV (1989)
- Ein Heim für Tiere, serie de TV (1992)
- Ein Mann am Zug, serie de TV (1993)
- Frauenarzt Dr. Markus Merthin, serie de TV (1997)
- Großstadtrevier, serie de TV (1999)
- Inga Lindström, serie de TV (2007)
- Rosamunde Pilcher, serie de TV (2003-2013)
- Notruf Hafenkante, serie de TV (2013)
- Kreuzfahrt ins Glück, serie de TV (2007-2017)
- Das Traumschiff, serie de TV (1981-2018)

### Como guionista
- Das Traumschiff, serie de TV (1981-2018) (5 episodios)
  - Emirate (2009) ... (como Jac Dueppen)
  - Vietnam (2008) ... (como Jac Dueppen)
  - Chile (2002) ... (como Jac Dueppen)
  -  Tahiti (1999) ... (como Jac Dueppen)
  - Galapagos/Jamaika (1998) ... (como Christine Jendrich)